# Pulsnitz (řeka)
Pulsnitz, hornolužickosrbsky Połčnica, je menší řeka v Německu, protékající na území spolkových zemí Sasko a Braniborsko. Délka toku je 60 km. Plocha povodí měří 356 km².

## Průběh toku
Řeka Pulsnitz pramení u obce Ohorn na území Saska. Teče převážně severozápadním směrem. Protéká městy Pulsnitz, Königsbrück a Ortrand. Ústí zleva do řeky Černý Halštrov nedaleko Elsterwerdy v Braniborsku.

### Větší přítoky
Jako větší přítok lze uvést 12,2 km dlouhý potok Otterbach, který posiluje řeku z pravé strany nedaleko obce Thiendorf.

## Vodní režim
Průměrný průtok u ústí činí 2,0 m³/s.